# Čisovice
Čisovice település Csehországban, Nyugat-prágai járásban. Čisovice Líšnice, Bojanovice, Hvozdnice, Mníšek pod Brdy, Bratřínov és Zahořany településekkel határos. Lakosainak száma 1182 fő (2024. január 1.).

## Népesség
A település lakosságának változását az alábbi diagram mutatja:
| Lakosok száma | 779  | 774  | 703  | 808  | 725  | 703  | 1056 | 1089 | 1136 | 1182 |
|               | 1869 | 1890 | 1921 | 1950 | 1980 | 2001 | 2017 | 2019 | 2022 | 2024 |